# Гейверфордвест
Геверфордве́ст (англ. Haverfordwest, валл. Hwlffordd) — місто на південному заході Уельсу, адміністративний центр області Пембрукшир.
Населення міста становить 13 367 осіб (2001).